# Katastrofa lotu Air China 129

Seat map

Katastrofa lotu Air China 129 – 15 kwietnia 2002 roku Boeing 767 linii Air China (nr lotu 129) ze 166 osobami na pokładzie rozbił się na wzgórzu w Pusan w Korei Południowej. Zginęło 129 osób.

## Przebieg lotu
Samolot linii Air China ze 166 osobami na pokładzie wyruszył z portu lotniczego w Pekinie do lotniska Gimhae w Pusan w Korei Południowej. Lot trwający dwie godziny przebiegał pomyślnie, jednak w Pusan pogoda pogorszyła się. Samolot podchodził do lądowania, pierwsza próba była nieudana. Gęsta mgła, opady deszczu oraz silny wiatr zmusiły kontrolerów do wysłania lotu 129 do Seulu, gdzie warunki pogodowe były lepsze. Samolot do Seulu jednak nie dotarł. O godz. 11:21 czasu miejscowego rozbił się o gęsto zalesione wzgórze niedaleko Pusan, w pobliżu osiedli mieszkaniowych. Po upadku na ziemię samolot eksplodował. Śmierć poniosło 129 osób, reszta pasażerów była ciężko ranna. Ocalało 37 osób.

## Narodowości pasażerów i załogi
Samolot należał do chińskich linii Air China. Na pokładzie znajdowali się obywatele trzech państw: Korei Południowej, Chin oraz Uzbekistanu. Była to pierwsza katastrofa linii Air China od początku istnienia linii, czyli od roku 1988.
| Kraj             | Pasażerowie | Załoga | razem |
| ---------------- | ----------- | ------ | ----- |
| Korea Południowa | 135         | -      | 135   |
| Chiny            | 19          | 11     | 30    |
| Uzbekistan       | 1           | -      | 1     |
| Razem            | 155         | 11     | 166   |